# Георгиос Георгиадис
Георгиос Хр. Георгиадис (на гръцки: Γεώργιος Γεωργιάδης) е гръцки общественик, деец на гръцката въоръжена пропаганда в Македония.

## Биография
Гологинас е роден в 1881 година в западномакедонския град Костур, тогава в Османската империя в семейство на кожухари. Завършва гимназия в Битоля и заминава за Атина, където учи в Икономическия факултет на Атинския университет. В Атина се присъединява към гръцкия македонски комитет. В 1906 година заминава за САЩ, откъдето изпраща помощи на костурските гръцки училища. В периода 1908 – 1911 година заедно със съпругата си англичанка активно защитава гръцките позиции по Македонския въпрос в британските вестници.
През Първата световна война работи за британците в Атина и Каламата. Арестуван и затворен е от французите, които го подозират, че е германски шпионин.